# グッド・ナイト・ベイビー
「グッド・ナイト・ベイビー」 (GOOD NIGHT, BABY) は、1968年5月1日に日本グラモフォンから発売されたザ・キング・トーンズのファーストシングル。第2回日本有線大賞（1969年）特別賞受賞曲。

## 概要
- 1969年1月13日付でオリコンチャート第20位として初チャートイン、3月3日付から3月24日付まで4週連続で最高位2位を記録した。1969年にはアメリカ合衆国でもアトコ・レコードから発売され[2]、ザ・キング・トーンズの出世作となった。1969年12月31日第20回NHK紅白歌合戦の出場曲。
- R&B調のアレンジの演奏にバックバンドが躊躇したことが要因となり[3]、発売直後に目立った反響を得られなかったため、続けて制作された第2弾シングル「星空のアリア」が発売された同年12月に入り、仙台で始まったヒットが翌年春にかけて全国に波及した。
- オリジナルテイクでは歌詞1番・2番ともにサビの部分で成田・石井・加生のほかシンガーズ・スリーがコーラスに参加している。同様のセッションは第5弾シングル『君だけが』でも行われている。
- 同社からシングル盤（SDP-2023）がリリースされた後、プロモーション用の特別宣伝盤として、ピクチャー・レーベル仕様で「人気急上昇！ グッド・ナイト・ベイビー　涙こらえて　忘れられないこのメロディー　R&Bの決定版！」とのキャッチコピーを、市販仕様と同一デザインのジャケットに印刷した非売品シングル盤（SDI-1015）が制作されている。
- 1978年にはディスコ・バージョンがアルバム「サタデー・ナイト・フィーバー IN TOKYO」（ポリドール、MR-7040）で発表されている。
- 1980年にSMSレコードより英語バージョンが発表されているが[4]、上記ディスコ・バージョンとは歌詞が異なっているほか、その後にステージで長く採用された英語詞とも異なっている。
- 美空ひばり、伊東ゆかり、鈴木雅之、香坂未幸（香坂みゆき）、甲斐よしひろ等がカバーしている。また、商品化はされなかったが、1988年には化粧品メーカーノエビアのキャンペーンCMで上田正樹がカバーしている。2011年にはベン・Ｅ・キングが東日本大震災からの復興応援の為に製作したアルバム『Dear Japan，上を向いて歩こう』に英語バージョンをカバーし収録した。
- 2014年発売の桑田佳祐の映像作品『昭和八十八年度! 第二回ひとり紅白歌合戦』にこの曲のカバーが収録された。

## 収録曲
1. グッド・ナイト・ベイビー　（GOOD NIGHT, BABY）
作詞：ひろ・まなみ 作曲：むつ・ひろし 編曲：早川博二
2. 捨てられた仔犬のように　（LIKE A CASTOFF PUPPY）
作詞・作曲・編曲：加生スミオ